# Stephan Shaw
Stephan Shaw (* 20. September 1992 in St. Louis, Missouri, USA) ist ein aktueller ungeschlagener Profiboxer im Schwergewicht. Er wird von David McWater von Split-T Management gemanagt.

## Amateurkarriere
Der Linksausleger trat bei den Amateuren ausschließlich im Superschwergewicht an.
Im Jahr 2012 nahm Shaw am renommierten Golden-Gloves-Turnier teil, wo er in seinen ersten beiden Kämpfen Raymond Bernt und Wesley Washington jeweils vorzeitig besiegte und im Viertelfinale an Tyrell Wright nach Punkten ausschied.
2013 wurde Shaw US-amerikanischer Meister und PAL National Champion. Bei den US-amerikanischen Meisterschaften bezwang er William Wyatt durch klassischen K. o. in Runde 2, Owen Minor mit 2:1 nach Punkten und George Faavae durch technischen K. o. in der 3. Runde.
Bei den US National PAL Championships besiegte er Ryan Watson, Dante Stone und Solomon Nkosi.
Zudem nahm Shaw 2013 abermals am Golden-Gloves-Turnier teil. Er siegte in jenem Turnier über  Marcus Parker durch Abbruch und Alvin Davie nach Punkten, ehe er sich im Halbfinale Cam Awesome nach Punkten geschlagen geben musste.

## Profikarriere
Am 13. Dezember des Jahres 2013 gab Shaw erfolgreich sein Profidebüt, als er seinen Landsmann Jose Hermosillo in einem auf 4 Runden angesetzten Kampf durch K. o. in Runde 1 schlug.